# 利勒哈默爾美術館

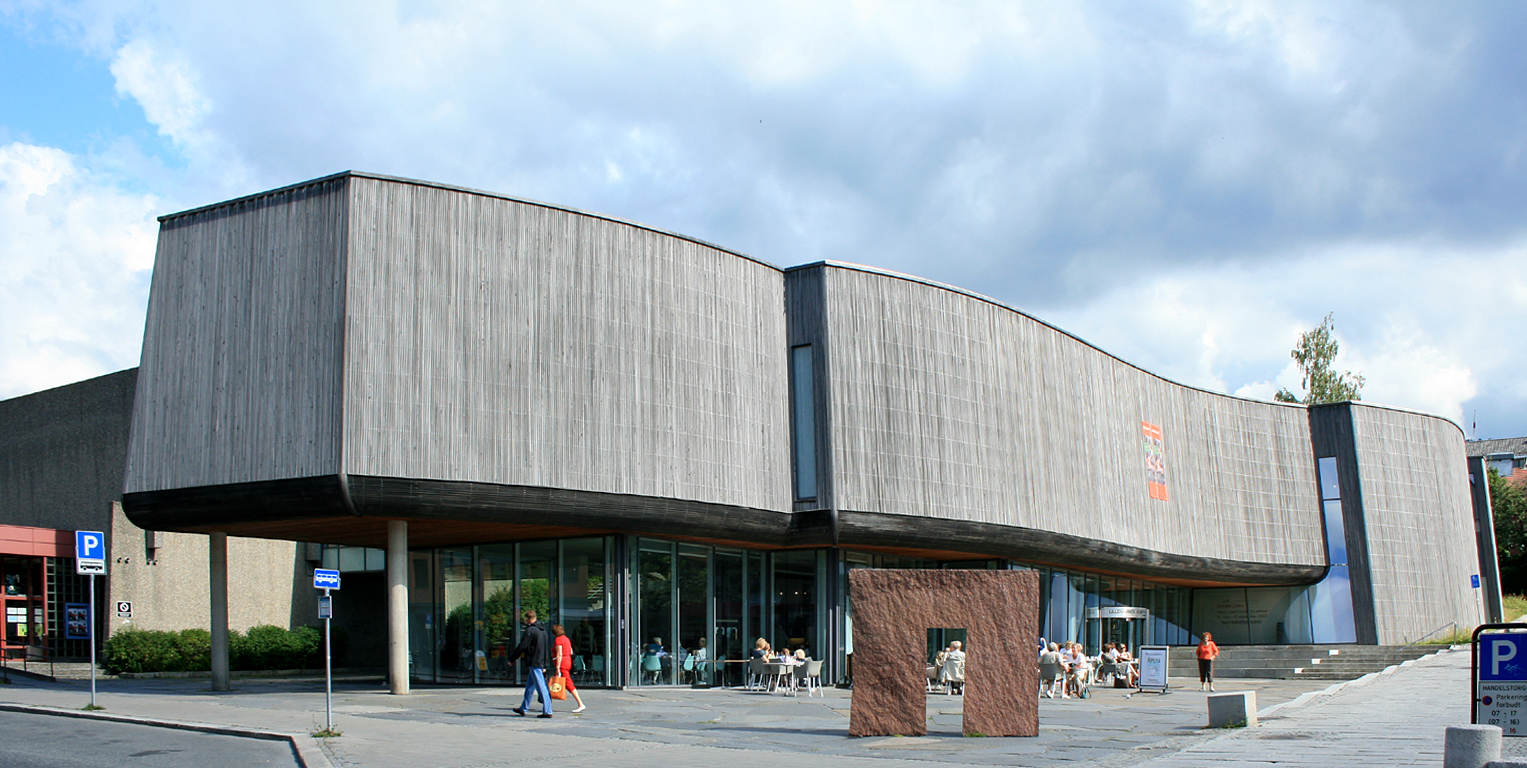
美術館建築

利勒哈默爾美術館是一座位於挪威利勒哈默爾的美術館。

## 历史
它主要有三個類別：一是超過100幅來自馬蒂斯學校追隨者，透過Einar Lunde於1920年捐贈的。1958年博物館收到奧斯卡·約翰森從19世紀大收藏量的珍藏畫作。2008年Jon Dobloug捐贈1980年代至1990年代的159幅作品。1994年冬季奧林匹克運動會期間，美術館是文化活動的主場館。